# Педро Карлсон
Педро Карлсон (фін. Pedro Karlsson, Фінляндія) — відомий стронгмен з Фінляндії. Найбільше досягнення - перемога у змаганні Найсильніша Людина Фінляндії 2010. Після цього змагався не багато. Багато фахівців відзначають його рухливість що її він демонструє не зважаючи на значний зріст та вагу.